# Mariano Llinás
Mariano Llinás (Buenos Aires, 1975) es un destacado 
director, productor, guionista y actor de cine argentino. Egresó de la Universidad del Cine de Argentina, donde actualmente se desempeña como docente. Es hijo del escritor, crítico de arte, publicista y poeta surrealista Julio Llinás, y hermano por parte del padre de la reconocida actriz Verónica Llinás. Desde hace varios años está en pareja con la actriz y guionista argentina Laura Paredes.

## Carrera cinematográfica
Se dio a conocer en el ambiente cinematográfico en 2002 con su primera película, Balnearios, un documental irónico y poco convencional. Inscripto en el llamado Nuevo Cine Argentino, realizó en 2004 el cortometraje La más bella niña, protagonizado por Alenka Gherzetic, con musicalización de Gabriel Chwojnik y una duración de 32 minutos. La película fue producida por la Secretaría de Cultura de la Argentina para el programa “Fotograma de una Fiesta”. En 2006 dirige junto con Ignacio Masllorens la película El humor (pequeña enciclopedia ilustrada), que no llega a estrenarse comercialmente.
Llinás alcanzó gran repercusión con Historias extraordinarias (2008), un film de cuatro horas de duración relatado por la voz en off del actor uruguayo Daniel Hendler, que obtuvo el reconocimiento de la crítica argentina y numerosos premios, entre ellos el Premio Especial del Jurado y el Premio del Público en el Festival de Cine Independiente de Buenos Aires (Bafici).
Llinás forma parte del grupo de cineastas El Pampero Cine, que lleva adelante su actividad por fuera de las estructuras de financiamiento tradicionales del cine industrial. En 2011 obtuvo el Premio Konex como uno de los 5 mejores directores de cine de la década en la Argentina.
En 2018 estrenó La flor, que con una duración de 14 horas (840 minutos divididos en seis episodios) se convirtió en la tercera película no-experimental más larga de la historia.

## Biografía
Mariano Llinás es un director y guionista argentino, nacido en Buenos Aires. Debutó en el largometraje con Balnearios (2002), presentado en el BAFICI. Su reconocimiento creció con Historias extraordinarias (2008), galardonada con el Premio Especial del Jurado en el BAFICI. En 2018 estrenó su ambicioso proyecto La Flor, una epopeya cinematográfica de catorce horas que obtuvo gran repercusión internacional. En 2022 coescribió el guion de Argentina, 1985, cinta nominada al Óscar, consolidando su versatilidad como guionista.
En 2023 dirigió Clorindo Testa, un documental experimental encargado por la Fundación Andreani, que compitió en la sección Argentina del BAFICI y destacó por su estructura meta-referencial y el humor surrealista característico del autor. Al año siguiente estrenó Popular tradición de esta tierra, una indagación sobre Ignacio Corsini y la música campera argentina, filmada durante 2022 y comentada en 2024 por el propio equipo de El Pampero.  

## Filmografía

### Como director, productor, guionista
| Año          | Título                                    | Director     | Guionista    | Productor    | Notes                                |
| Largometraje | Largometraje                              | Largometraje | Largometraje | Largometraje | Largometraje                         |
| ------------ | ----------------------------------------- | ------------ | ------------ | ------------ | ------------------------------------ |
| 2002         | Balnearios                                | Sí           |              |              | Documental                           |
| 2005         | Opus                                      |              | Sí           |              |                                      |
| 2006         | El humor (pequeña enciclopedia ilustrada) | Sí           | Sí           |              |                                      |
| 2008         | Historias extraordinarias                 | Sí           | Sí           |              |                                      |
| 2010         | Secuestro y muerte                        |              | Sí           |              |                                      |
| 2011         | El estudiante                             |              | Sí           |              |                                      |
| 2015         | La patota                                 |              | Sí           |              |                                      |
| 2017         | La cordillera                             |              | Sí           |              |                                      |
| 2018         | La flor                                   | Sí           | Sí           |              |                                      |
| 2021         | Las Rojas                                 |              | Sí           |              |                                      |
| 2021         | Concierto para la batalla de El Tala      | Sí           | Sí           |              | Musical/teatral                      |
| 2021         | Corsini interpreta a Blomberg y Maciel    | Sí           | Sí           |              | Documental                           |
| 2022         | Argentina, 1985                           |              | Sí           |              |                                      |
| 2024         | El tríptico de Mondongo                   | Sí           | Sí           |              | Documental/Arte                      |
| Cortometraje |                                           |              |              |              |                                      |
| 1998         | Derecho Viejo                             | Sí           |              |              |                                      |
| 2004         | La más bella niña                         | Sí           | Sí           |              |                                      |
| 2011         | Tres fábulas de Villa Ocampo              | Sí           |              |              | Dirección junto a Alejo Moguillansky |
| 2020         | Lejano Interior                           | Sí           | Sí           |              | Mediometraje/Documental              |

## Estilo temáticas
Llinás emplea estructuras narrativas no lineales, meta-referenciales y un humor de raíz surrealista heredado de su formación familiar. Integra elementos de ficción y documental, filmando primero y escribiendo en su “isla de edición”, inspirándose en el modo de trabajo improvisado de Charles Chaplin. Concibe el humor como una ética: “La ausencia de humor es el mal” y lo utiliza para destruir convenciones burguesas y explorar la memoria familiar en pantalla.

## Proyectos Recientes
A la par de finalizar Popular tradición de esta tierra, Llinás mantiene varios encargos y proyectos en desarrollo, incluyendo una serie documental sobre las Madres de Plaza de Mayo y nuevos largometrajes que fusionan la investigación histórica con la Comedia familiar. Trabaja simultáneamente en al menos tres filmes bajo su método de filmar primero y editar-escribir sobre la marcha, potenciando la creatividad en todas las etapas de producción.

## Premios y Reconocimientos
- Premio Especial del Jurado, BAFICI por Historias extraordinarias (2008)
- Selección oficial, Competencia Argentina, BAFICI por Clorindo Testa (2023)
- Nominación al Óscar al Mejor Guion Original por Argentina, 1985 (2022).

## Filmografía selecta
-

| Año | Título | Rol | Notas - | guionista Ópera prima; presentado \|en BAFICI - | extraordinarias Director, \|guionista Premio Especial del \|Jurado BAFICI - | guionista Obra de catorce horas; \|éxito de culto - | Director, guionista Documental \|experimental; Competencia Argentina \|BAFICI - | tierra Director, guionista \|Investigación sobre Ignacio Corsini \|y la Pampa |